# Выборы в Законодательное собрание Санкт-Петербурга (2007)
Выборы депутатов Законодательного собрания Санкт-Петербурга IV созыва прошли 11 марта 2007 года в единый день голосования. Выборы прошли по пропорциональной системе — депутаты были избраны по партийным спискам, для которых был установлен семипроцентный барьер. Срок полномочий — четыре года.

В выборах приняло участие 6 политических партий, решением городской избирательной комиссии до выборов были не допущены Социалистическая единая партия России (31 % брака подписей при максимально допустимых 10 %), а также партии «Яблоко» (10,4 % брака) и «Народная воля» (54 % брака).

## Предвыборный период
В апреле 2006 года лидеры двух демократических партий, «Союз правых сил» и «Яблоко», Никита Белых и Григорий Явлинский подписали меморандум, согласно которому обе партии выступали за объединение в целях «создания эффективных демократических структур на региональном и федеральном уровне», однако незадолго до выборов в заксобрание «яблочники» отказались от слияния, несмотря на то, что в прошлый электоральный цикл в городе получилось достигнуть согласия, список был объединённым, а в заксобрании существовала единая «Демократическая фракция» (с 2004 г.), вторая по количеству членов после «Единой России».
10 марта горизбирком признал, что председатель Совета Федерации и лидер партии «Справедливая Россия» Сергей Миронов использовал служебное положение во время агитационной кампании по выборам в Законодательное собрание Санкт-Петербурга. Агитационную кампанию оценила и губернатор Санкт-Петербурга Валентина Матвиенко: «Что касается полемики между партиями, то недобросовестная конкуренция временами имела место. Я ожидала состязания программ, идей и мыслей, а партии больше соревновались в чёрном пиаре и грязных политтехнологиях».

### Партийные списки
| Номер в бюллетене | Партия                | Общегородская часть списка 3 кандидата | Кандидатов в списке | Статус списка          |
| ----------------- | --------------------- | -------------------------------------- | ------------------- | ---------------------- |
| 1                 | «Единая Россия»       | Тюльпанов • Вербицкая • Аршавин        | 53                  | зарегистрирован        |
| 2                 | КПРФ                  | Мельников • Фёдоров • Егорова          | 53                  | зарегистрирован        |
| 3                 | «Справедливая Россия» | Дмитриева • Нилов • Плющенко           | 53                  | зарегистрирован        |
| 4                 | «Патриоты России»     | Савельев • Корякин • Драпеко           | 53                  | зарегистрирован        |
| 5                 | ЛДПР                  | Жириновский • Волчек • Озеров          | 53                  | зарегистрирован        |
| 6                 | «Союз правых сил»     | Белых • Еремеев • Деревянко            | 48                  | зарегистрирован        |
| —                 | «Яблоко»              | Амосов • Евдокимова • Резник           | 53                  | отказано в регистрации |
| —                 | СЕПР                  | Анцев • Воробей • Друзь                | 53                  | отказано в регистрации |
| —                 | «Народная воля»       | Маркова • Фроянов • Усов               | 26                  | отказано в регистрации |

## Ход выборов
В день выборов горожане столкнулись с проблемой — их нет в списках избирателей. Подобная ситуация уже происходила в 2004 году на выборах муниципальных депутатов. Спортсмен и кандидат от «Справедливой России» Евгений Плющенко смог проголосовать только со второй попытки. Также в горизбирком поступило несколько телефонных жалоб, люди сообщали об «агитационных автомобилях», передвигавшихся по городу и рекламировавших одну из партий.

## Итоги выборов
После победы от депутатства в заксобрании отказались первые лица списков «Справедливой России», КПРФ и ЛДПР — Дмитриева, Мельников и Жириновский остались депутатами Государственной думы.
Эта кампания по выбору депутатов, по мнению Петербургской избирательной комиссии, оказалась самой дорогой среди всех избирательных кампаний, проводимых в Петербурге: объём средств, который потратили все избирательные объединения на выборы, превысил 600 млн рублей. Лидер по затратам — «Единая Россия», она израсходовала 228,2 млн рублей, на втором месте «Справедливая Россия» — 181,8 млн рублей, на третьем — «Союз правых сил» — 103,6 млн рублей. Цитируемость лидеров избирательных объединений в петербургской прессе, теле- и радиоэфире не всегда совпадала с их расходами на рекламу. По медиаактивности среди политических партий впереди «Единая Россия» — 27,7 %, затем «Справедливая Россия» — 20,8 %. Третье место у КПРФ — 12 %, а на четвёртом— снятое с выборов «Яблоко» —  10,9 %.
Политолог Роман Могилевский посчитал кампанию неспокойной, поскольку до выборов были не допущены три партии, среди которых популярное в городе «Яблоко».